# محوطه خاتون‌بلاغی
محوطه خاتون بلاغی مربوط به عصر آهن است و در شهرستان نیر، بخش کورائیم، دهستان یورتچی شرقی، روستای آق چای سفلی واقع شده و این اثر در تاریخ ۱۸ اسفند ۱۳۸۷ با شمارهٔ ثبت ۲۴۹۴۱ به‌عنوان یکی از آثار ملی ایران به ثبت رسیده است.این محوطه در مزرعه شخصی نصراله خان امیر خسروی ملقب به سردارنصرت واقع شده است.و جزء مستثنیات خانواده امیرخسروی قراردارد
جستارهای وابسته
- فهرست آثار ملی ایران
- سازمان میراث فرهنگی، صنایع دستی و گردشگری